# Nuneaton Borough FC
Nuneaton Borough FC (celým názvem: Nuneaton Borough Football Club) je anglický fotbalový klub, který sídlí ve městě Nuneaton v nemetropolitním hrabství Warwickshire. Založen byl v roce 1889 pod názvem Nuneaton St. Nicholas FC. Svůj současný název nese od roku 2018. Od sezóny 2015/16 hraje v National League North (6. nejvyšší soutěž).
Své domácí zápasy odehrává na stadionu Liberty Way s kapacitou 4 500 diváků.

## Historické názvy
Zdroj: 
- 1889 – Nuneaton St. Nicholas FC (Nuneaton St. Nicholas Football Club)
- 1894 – Nuneaton Town FC (Nuneaton Town Football Club)
- 1937 – Nuneaton Borough FC (Nuneaton Borough Football Club)
- 2008 – Nuneaton Town FC (Nuneaton Town Football Club)
- 2018 – Nuneaton Borough FC (Nuneaton Borough Football Club)[3]

## Získané trofeje
- Birmingham Senior Cup ( 9× )
  - 1930/31, 1948/49, 1955/56, 1959/60, 1977/78, 1979/80, 1992/93, 2001/02, 2009/10

## Úspěchy v domácích pohárech
Zdroj: 
- FA Cup
  - 3. kolo: 1949/50, 1966/67, 2005/06
- FA Trophy
  - Čtvrtfinále: 1976/77, 1979/80, 1986/87
- FA Vase
  - 5. kolo: 1999/00

## Umístění v jednotlivých sezonách
Stručný přehled
Zdroj: 
- 1945–1952: Birmingham Combination
- 1952–1954: Birmingham & District League
- 1954–1955: Birmingham & District League (Northern Division)
- 1955–1958: Birmingham & District League (Division One)
- 1958–1959: Southern Football League (North-Western Section)
- 1959–1960: Southern Football League (Premier Division)
- 1960–1963: Southern Football League (Division One)
- 1963–1979: Southern Football League (Premier Division)
- 1979–1981: Alliance Premier League
- 1981–1982: Southern Football League (Midland Division)
- 1982–1986: Alliance Premier League
- 1986–1987: Conference National
- 1987–1988: Southern Football League (Premier Division)
- 1988–1993: Southern Football League (Midland Division)
- 1993–1994: Southern Football League (Premier Division)
- 1994–1996: Southern Football League (Midland Division)
- 1996–1999: Southern Football League (Premier Division)
- 1999–2003: Conference National
- 2003–2004: Southern Football League (Premier Division)
- 2004–2008: Conference North
- 2008–2009: Southern Football League (Division One Midlands)
- 2009–2010: Southern Football League (Premier Division)
- 2010–2012: Conference North
- 2012–2015: Conference Premier
- 2015–2019: National League North
- 2019–2024: Southern Football League (Premier Division)

Jednotlivé ročníky
Zdroj: 
Legenda: Z - zápasy, V - výhry, R - remízy, P - porážky, VG - vstřelené góly, OG - obdržené góly, +/- - rozdíl skóre, B - body, červené podbarvení - sestup, zelené podbarvení - postup, fialové podbarvení - reorganizace, změna skupiny či soutěže
| Sezóny  | Liga                                        | Úroveň | Z  | V  | R  | P  | VG | OG | +/− | B  | Pozice |
| ------- | ------------------------------------------- | ------ | -- | -- | -- | -- | -- | -- | --- | -- | ------ |
| 2009/10 | Southern Football League (Premier Division) | 7      | 42 | 26 | 10 | 6  | 91 | 37 | +54 | 88 | 2.     |
| 2010/11 | Conference North                            | 6      | 40 | 21 | 9  | 10 | 66 | 44 | +22 | 72 | 6.     |
| 2011/12 | Conference North                            | 6      | 42 | 22 | 12 | 8  | 74 | 41 | +33 | 72 | 5.     |
| 2012/13 | Conference Premier                          | 5      | 46 | 14 | 15 | 17 | 55 | 63 | −8  | 57 | 15.    |
| 2013/14 | Conference Premier                          | 5      | 46 | 18 | 12 | 16 | 54 | 60 | −6  | 66 | 13.    |
| 2014/15 | Conference Premier                          | 5      | 46 | 10 | 9  | 27 | 38 | 76 | −38 | 36 | 24.    |
| 2015/16 | National League North                       | 6      | 42 | 20 | 13 | 9  | 71 | 46 | +25 | 70 | 6.     |
| 2016/17 | National League North                       | 6      | 42 | 14 | 13 | 15 | 67 | 69 | -2  | 55 | 12.    |
| 2017/18 | National League North                       | 6      | 42 | 14 | 13 | 15 | 50 | 57 | -7  | 55 | 13.    |
| 2018/19 | National League North                       | 6      | 42 | 4  | 7  | 31 | 38 | 96 | -58 | 19 | 22.    |
| 2019/20 | Southern Football League (Premier Division) | 7      | 33 | 14 | 8  | 11 | 57 | 46 | +11 | 50 | 9.     |
| 2020/21 | Southern Football League (Premier Division) | 7      | 8  | 2  | 2  | 4  | 14 | 13 | +1  | 15 | 8.     |
| 2021/22 | Southern Football League (Premier Division) | 7      | 40 | 11 | 10 | 19 | 51 | 62 | -11 | 42 | 16.    |
| 2022/23 | Southern Football League (Premier Division) | 7      | 42 | 23 | 10 | 9  | 67 | 45 | +22 | 79 | 4.     |
| 2023/24 | Southern Football League (Premier Division) | 7      | 0  | 0  | 0  | 0  | 0  | 0  | 0   | 0  | 22.    |